# Symphonie no 9 de Lokchine
Pour les articles homonymes, voir Symphonie no 9.
La Symphonie no 9 de Lokchine, est une symphonie avec baryton et orchestre à cordes en cinq mouvements, composée en 1975, par Alexandre Lokchine sur un poème de Leonid Martynov. Elle est créée à Moscou l'année suivante, par le baryton Yury Grigoriev et l'Orchestre de chambre de Moscou, sous la direction de Rudolf Barchaï.

## Histoire
Comme dix des onze symphonies de Lokchine, il s'agit d'une symphonie vocale, conçue en étroite symbiose avec le texte. La neuvième symphonie est stylistiquement une réunion des éléments antérieurs qui caractérisent les compositions du compositeur.
Leonid Martynov (1905–1980) est un poète de l'ère soviétique, comme le musicien et tous deux ont subi les attaques du régime. C'est la première fois que le compositeur choisit un auteur contemporain et russe pour soutenir une œuvre d'envergure. La thématique des textes est sensible et engagée : calomnies, accusations, tortures. Le style de Martynov est une curieuse combinaison de traits académiques, archaïques, surréalistes avec des éléments de journalisme et Dada....
La symphonie est l'une des trois œuvres de Lokchine ouvertement contre le stalinisme, avec La blatte, un oratorio comique pour enfant (1962) sur le texte de Korneï Tchoukovski et Mater Dolorosa (1977) pour chœur d'après des poèmes d'Anna Akhmatova et dédié aux victimes des totalitarismes, que le compositeur n'a jamais entendu, puisque l'œuvre a été créé seulement en 1995.
Lokchine a une relation particulière avec la poésie, conservant les poèmes qui lui plaise dans un carnet, attendant le bon moment pour l'utiliser dans son processus créatif ; pour certains textes plusieurs décennies. Martynov avait reçu le prix d'État lors de la parution en 1972 de son recueil Hyperbole.

## Mouvements
1. Introduzione. (Adagio  = 56)
2. Burlesca. (Moderato  = 88), attaca
3. Marcia. (Andante  = 66), attaca
4. Toccata. (Allegretto  = 100), attaca
5. Finale. (Lo stesso tempo  = 56)

Durée : 22 minutes
Après une entrée lente, les mouvements plus rapides s'enchaînent  attaca, jusqu'au point culminant sans équivoque de la symphonie, la Toccata. Boris Yoffe considère qu'il s'agit du seul élément qui permette de parler de « parallèles » avec notamment la 13e symphonie de Chostakovitch.

## Instrumentation
Comme dans la cinquième symphonie, le compositeur se limite à un orchestre à cordes, ce qui permet au musicien d'obtenir un caractère ascétique et une couleur à la fois noire et légère.

## Édition
La partition est éditée à Moscou, compositeurs soviétiques, 1989.

## Discographie
Le concert de création, sous la direction de Barchaï n'a pas survécu aux effacements systématiques des bandes en réponse à l'émigration du chef d'orchestre en 1977. L'enregistrement figurant sur le disque Melodiya est un document conservé par le compositeur d'une autre interprétation que le compositeur Boris Yoffe dans son essai, qualifie de « sommet interprétatif ». Le disque a été distingué d'un Diapason d'or, tout comme celui de Michel Swierczewski paru chez BIS.
- Symphonie no 9 - Yuri Gregoriev, baryton ; Orchestre de chambre de Moscou, dir. Rudolf Barchaï (1975, Melodiya MEL CD 10 01983)
- Symphonie no 9 - Jeffrey Black, baryton ; Grosse Orchester Graz, dir. Michel Swierczewski (2006, BIS CD-1456) (OCLC 706714882)